# Calenberger Klöster
Als Calenberger Klöster werden die fünf Klöster im Calenberger Land bezeichnet, die von der Klosterkammer Hannover verwaltet werden. Die Klöster stammen aus dem Mittelalter und wurden zumeist zwischen dem 12. und 13. Jahrhundert gegründet. Es sind vornehmlich Damenstifte. Die Klöster sind Bestandteil des Allgemeinen Hannoverschen Klosterfonds, einer öffentlich-rechtlichen Stiftung mit kirchlicher, sozialer und kultureller Zweckbindung.
Dazu gehören das
- Kloster Barsinghausen
- Kloster Mariensee
- Kloster Marienwerder
- Kloster Wennigsen
- Kloster Wülfinghausen

## Bilder

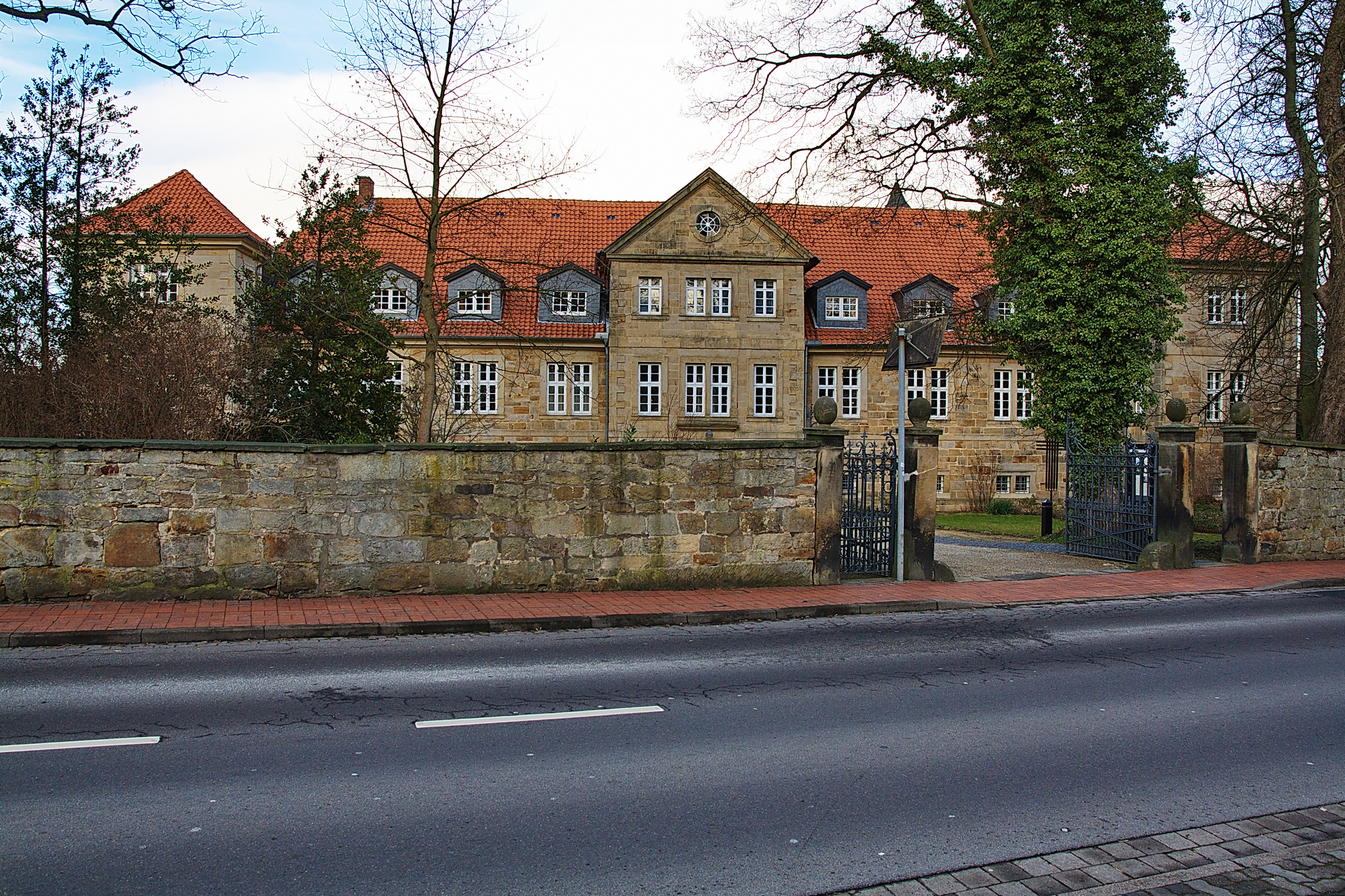
Kloster Barsinghausen
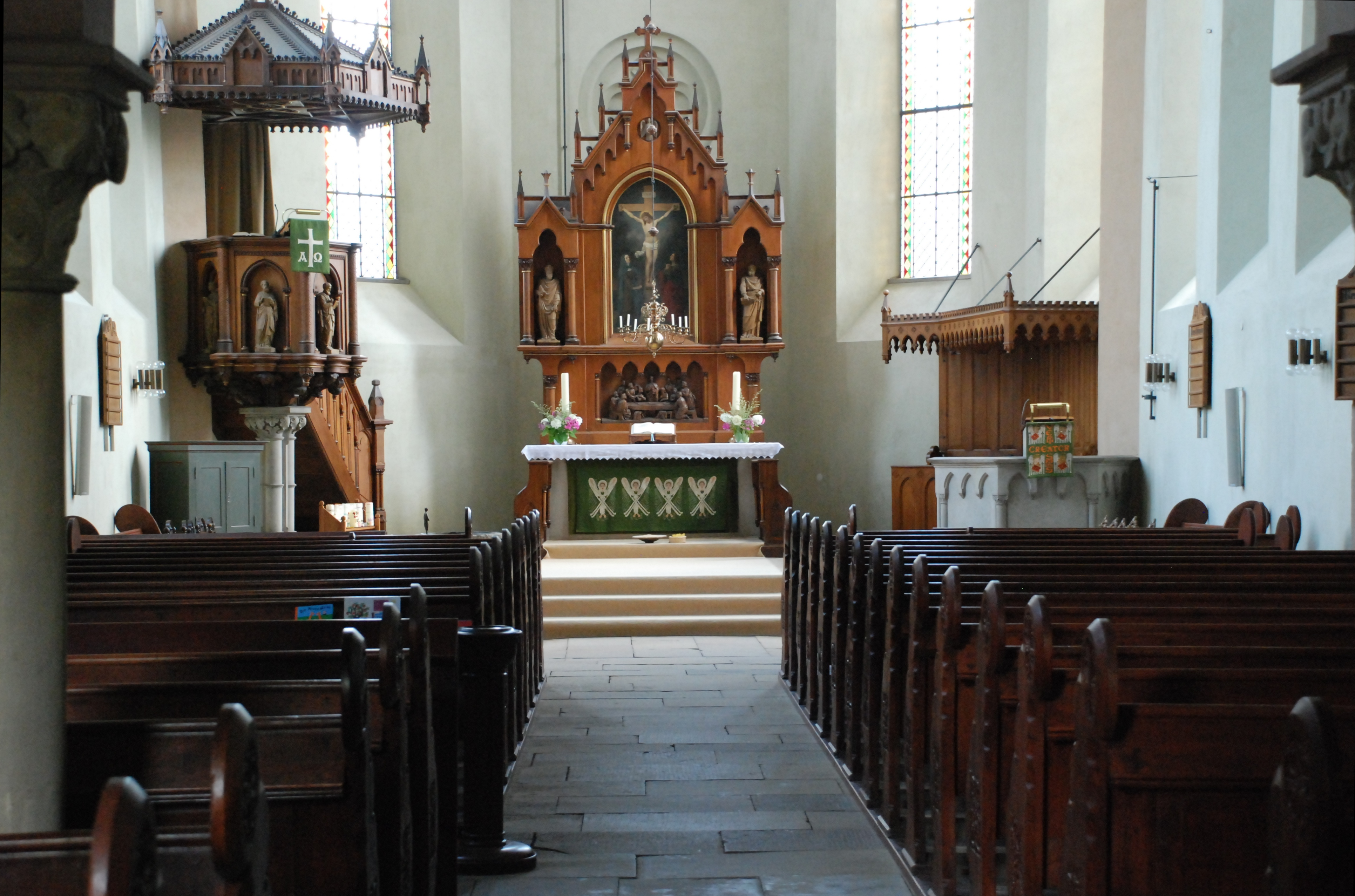
Klosterkirche Mariensee
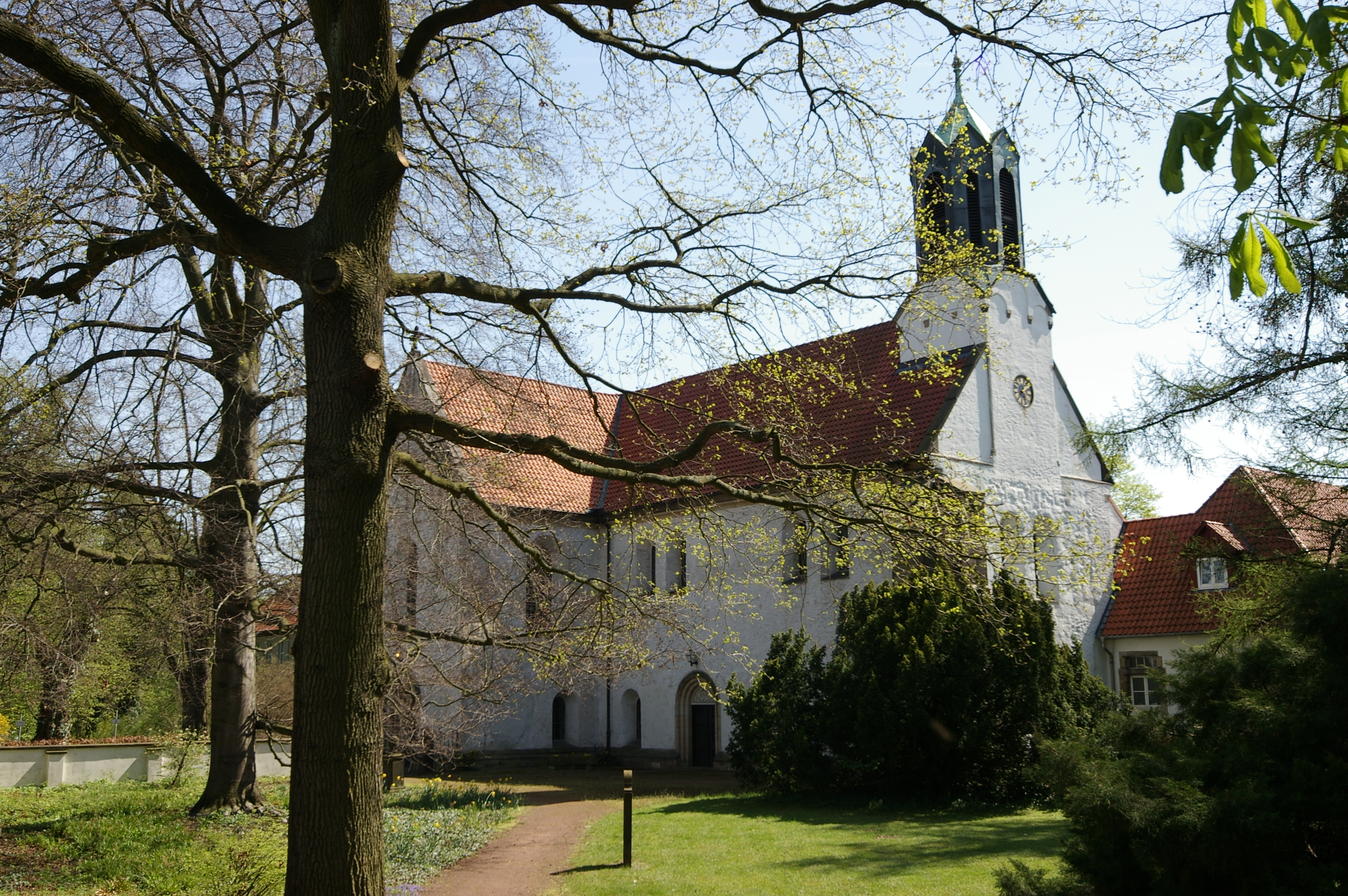
Kloster Marienwerder
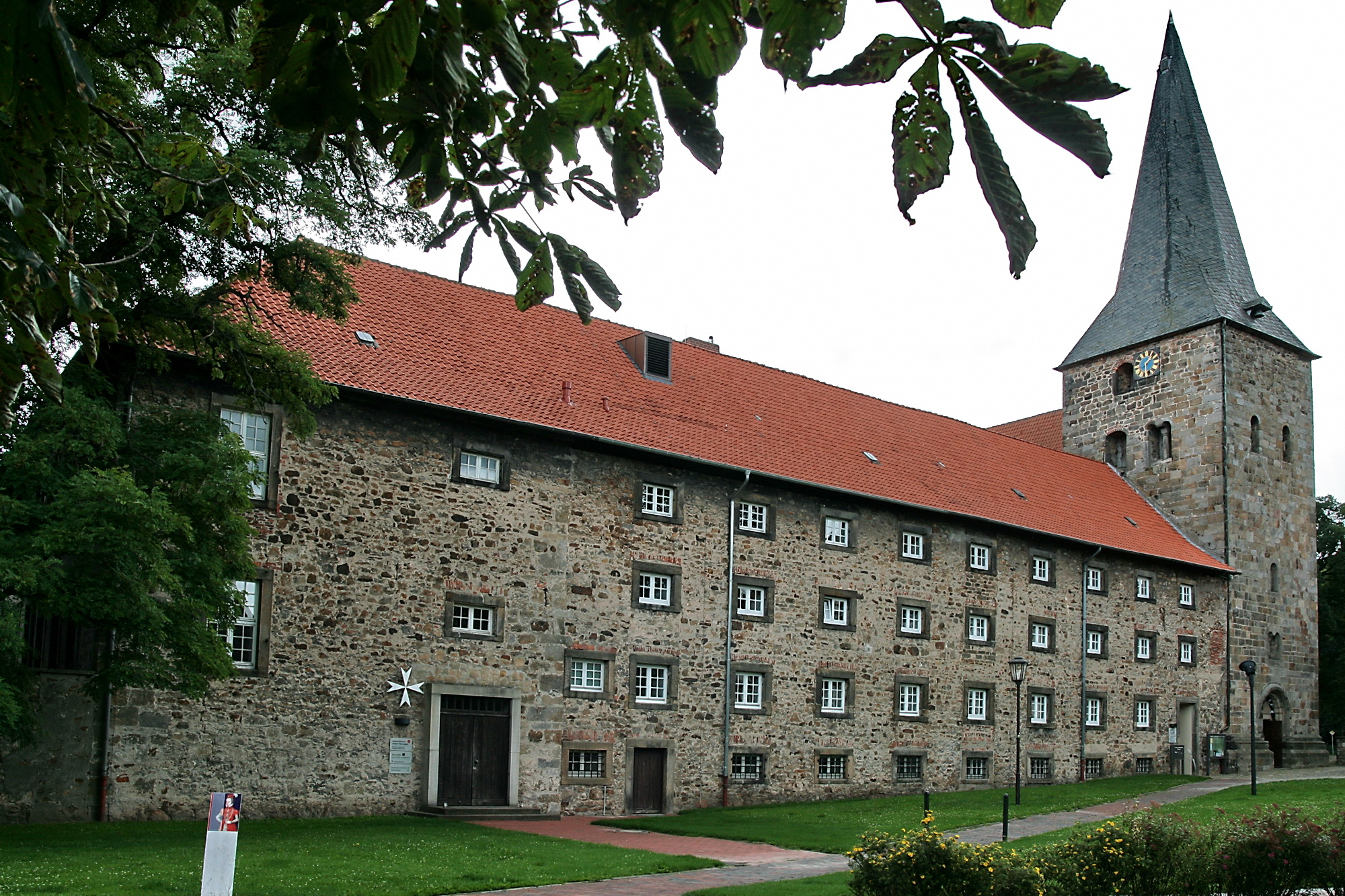
Kloster Wennigsen
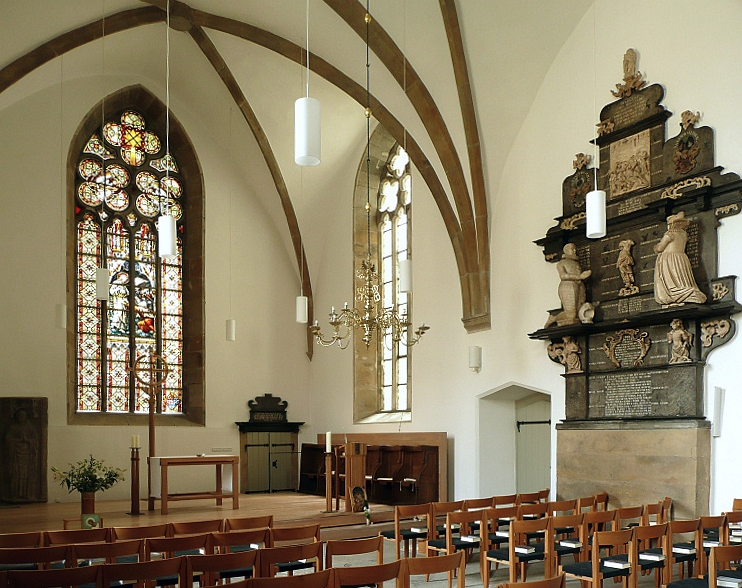
Klosterkirche Wülfinghausen von innen